# Mahmoud Abou El-Saoud
Mahmoud Abou El-Saoud (in arabo محمود ابو السعود‎?; Mansura, 30 novembre 1987) è un calciatore egiziano, di ruolo portiere del Al-Mokawloon.

## Palmarès

### Club

#### Competizioni nazionali
- Campionato egiziano: 1

Al-Ahly: 2010-2011
- Supercoppa d'Egitto: 1

Al-Ahly: 2010

#### Competizioni internazionali
- CAF Champions League: 1

Al-Ahly: 2012